# Nâzım Hikmet

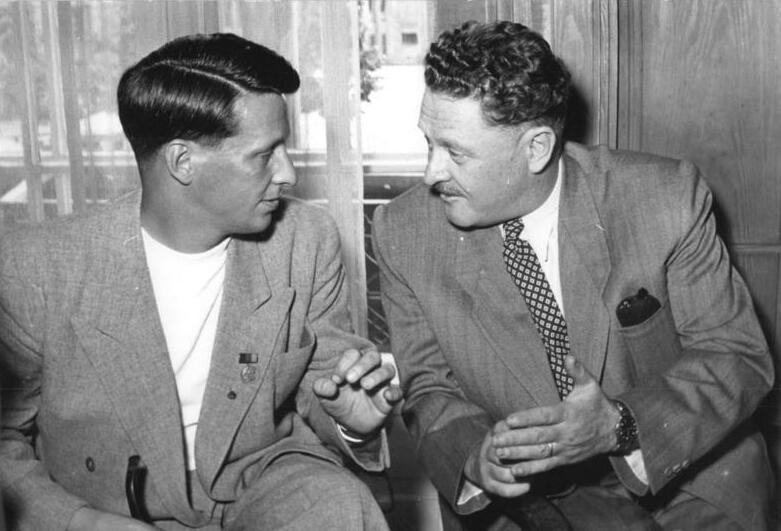
Nâzım Hikmet (rechts) mit Stephan Hermlin (links) auf dem III. Deutschen Schriftstellerkongress 1952 in Berlin

Nâzım Hikmet (Ran) [naːˈzɯm hikˈmet] (* 15. Januar 1902 in Thessaloniki; † 3. Juni 1963 in Moskau) war ein türkischer Dichter und Dramatiker. Er gilt als Begründer der modernen türkischen Lyrik und als einer der bedeutendsten Dichter der türkischen Literatur.

## Leben
Nâzım Hikmet wurde 1902 in Thessaloniki als Sohn eines Beamten des Außenministeriums geboren; sein Geburtsdatum wird gelegentlich auch mit dem 20. November 1901 angegeben, wobei es Unstimmigkeiten hinsichtlich des tatsächlichen Datums gibt. Er wuchs vor allem bei seinem Großvater, der Gouverneur des Sultans war, in Aleppo und später Diyarbakır auf. Seine Familie bot ihm reichlich intellektuelle Anregungen und er schrieb mit 11 Jahren sein erstes Gedicht (Schrei der Heimat).
Die Vorfahren waren zum Teil polnischer und deutscher Abstammung. Ein Urgroßvater mütterlicherseits war der als Ludwig Karl Friedrich Detroit in Magdeburg geborene Generalstabschef der osmanischen Armee, Mehmed Ali Pascha, ein anderer Urgroßvater war der aus Polen stammende Generalmajor Mustafa Celâleddin Paşa. 1917 ging Hikmet nach Istanbul auf die Marineschule auf der Prinzeninsel Halki (Heybeliada), die 1917–18 von dem deutschen Kapitänleutnant Wilhelm Böcking befehligt wurde. Die Oktoberrevolution beeindruckte Hikmet sehr. 1918 ließen sich seine Eltern scheiden. Im folgenden Jahr widersetzte er sich den Offizieren, die sich den Besatzungstruppen ergeben hatten; er wurde wegen Anstachelung zum Aufruhr aus der Armee entlassen und nahm in der Folge an Veranstaltungen der Befreiungsbewegung teil.
1921 floh er aus dem besetzten Istanbul und bereiste mit seinem Freund Vâlâ Nûrettin Anatolien, wo sie Kontakt zum „einfachen Volk“ wie auch zu sozialistischen Organisationen suchten. Im gleichen Jahr wurden sie als Lehrer nach Bolu gesandt. Ende des Jahres reisten beide illegal in die junge Sowjetunion, wo sie die Hungersnot in den ländlichen Gebieten Südrusslands erlebten. In Moskau studierte Hikmet Soziologie und Kunstgeschichte an der Kommunistischen Universität der Werktätigen des Ostens und hatte Kontakte zu den sowjetischen Futuristen. Vor allem Sergei Jessenin und Wladimir Majakowski beeinflussten Hikmets Dichtung. Seit 1924 war er Mitglied der illegalen Kommunistischen Partei der Türkei (TKP). Für seine politischen Überzeugungen und die Mitarbeit in der Zeitschrift Aydınlık wurde er nach der Rückkehr in die Türkei verfolgt. 1925 floh er erneut nach Moskau; beim Versuch, zurückzukehren wurde er 1928 verhaftet und acht Monate lang interniert. Seine Geliebte Lena konnte ihm nicht in die Türkei folgen und starb kurz darauf. Ab 1929 hatte Hikmet erste Erfolge als Autor trotz staatlicher Repressionen. In der Folge wurden seine Schriften immer wieder zensiert und er selbst inhaftiert. 1933 bis 1935 war er erneut in Haft in Bursa, dort entstand Das Epos von Scheich Bedreddin. 1936 heiratete er Piraye.
In einem politischen Prozess wurde er 1938 von einem Kriegsgericht zu 28 Jahren Haft verurteilt; zudem wurde ein Publikationsverbot über ihn verhängt. In der Haft war er ungebrochen produktiv und übersetzte unter anderem Krieg und Frieden von Lew Tolstoi. Mitte der 1940er Jahre verliebte er sich in Münevver und schrieb Liebesgedichte und -‍briefe an sie. Sein Gesundheitszustand verschlechterte sich Ende der 1940er Jahre dramatisch.
1950 wurde Hikmet nach einem Hungerstreik und internationalen Protesten in einer Generalamnestie begnadigt. Er begann zur Sicherung des Lebensunterhaltes Drehbücher zu schreiben. Er heiratete Münevver. Anfang des Jahres 1951 wurde der gemeinsame Sohn Mehmet geboren. Nâzım Hikmet musste 1951 allerdings erneut – und diesmal endgültig – nach Moskau fliehen, nachdem ihm 49-jährig die Einberufung zum Kriegsdienst zugestellt wurde. Im gleichen Jahr ließ er sich scheiden. Im selben Jahr wurde er von der Türkei ausgebürgert. In Moskau gehörte er zur intellektuellen Prominenz und er bereiste in den kommenden Jahren vor allem den Ostblock. 1959 heiratete er Wera Tuljakowa. Münevver und Mehmet sah er nur kurz 1961 bei einem Besuch in Warschau. Am 3. Juni 1963 starb er in Moskau, wo er auch auf dem Nowodewitschi-Friedhof begraben ist.
Bis 1965 bestand das strikte Publikationsverbot in der Türkei weiter. Am 6. Januar 2009 erhielt der zu Lebzeiten ausgebürgerte Dichter posthum die türkische Staatsbürgerschaft zurück.
Obwohl Hikmets Hauptwerke bereits vor dem letzten Moskauer Exil entstanden waren, wurde er im Westen noch Jahrzehnte lang ignoriert. Während in der DDR bereits 1959 ein erster Gedichtband Hikmets in deutscher Übersetzung erschien, war er in Westdeutschland bis Ende der 1970er Jahre nur durch drei Gedichte bekannt, die Hans Magnus Enzensberger 1960 in sein Museum der modernen Poesie aufgenommen hatte. Elf weitere Gedichte waren 1971 in Yüksel Pazarkayas Sammlung Moderne türkische Lyrik erschienen. 1988 bis 1989 erschienen drei zweisprachige Bände nach der von Hikmet autorisierten bulgarischen Werkausgabe in der Übersetzung von Helga Dağyeli-Bohne und Yıldırım Dağyeli im Frankfurter Dağyeli Verlag, ab 2014 in überarbeiteten Fassungen im Berliner Dağyeli Verlag.

## Schaffen
Nâzım Hikmet hat es trotz Verfolgung, Publikationsverbot und Exil geschafft, die türkische Literatur nachhaltig zu prägen. Dazu gehört, dass er die osmanische Versform überwindet und vielfältige (vor allem sowjetische) Einflüsse der Moderne aufnimmt. Dabei drückt er neben einem sozialrevolutionären Pathos immer auch eine Heimatverbundenheit mit dem einfachen Volk und zugleich eine Ablehnung jedes romantisierenden Orientalismus aus.
Auch mit dramatischen Werken hat sich Hikmet einen Namen gemacht: Auf dem Güterbahnhof, Blutrache, Fatme und Ali, Legende von der Liebe und Josef in Ägyptenland begründeten seinen Ruhm; weitere wichtige Stücke sind z. B. Ein komischer Mensch (1953) und Hat Iwan Iwanowitsch wirklich gelebt? (1955)
Weitere wichtige Werke Hikmets sind:
- Warum hat Benerci sich umgebracht? (1932)
- Das Epos von Scheich Bedreddin (1933)
- Menschenlandschaften (1938 ff.)
- Die Romantiker (1963)

Im Deutschen ist – unter anderem durch Hannes Wader – der letzte Vers aus einem der berühmtesten Gedichte Hikmets, Davet (Einladung), besonders bekannt geworden:
| Yaşamak bir ağaç gibi tek ve hür ve bir orman gibi kardeşçesine, bu hasret bizim. | Leben einzeln und frei wie ein Baum und dabei brüderlich wie ein Wald, diese Sehnsucht ist unser. |

(wörtliche Übersetzung: Leben wie ein Baum, einzeln und frei, und brüderlich wie ein Wald, das ist unsere Sehnsucht.)

(Sinngemäße Übersetzung: „Wir sehnen uns nach einem Leben wie ein Baum, frei stehend in einem Wald der Gemeinsamkeit.“)
Von dem international renommierten türkischen Pianisten und Komponisten Fazıl Say ist 2001 ein orchestrales Werk über Texte von Nâzım Hikmet geschaffen worden.

## Werke (Auswahl)
- Zu seinem 100. Geburtstag NAZIM HIKMET, Doğumunun 100. Yıldönümünde NAZIM HİKMET. Anadolu Verlag, Hückelhoven 2002, ISBN 3-86121-196-3
- Das Epos von Scheich Bedreddin, Sohn des Kadis von Simavne – Simavne Kadısı Oğlu Şeyh Bedreddin Destanı. Ararat-Verlag, Berlin 1982, ISBN 3-921889-09-X
- Warum hat Benerci sich umgebracht? Gedichte2. – Benerci Kendini Niçin Öldürdü? şiirler2. ADAM, İstanbul 1987, ISBN 975-418-017-2
- Eine Reise ohne Rückkehr – Dönüşü Olmayan Yolculuk. Gedichte und Poeme. Dağyeli, Frankfurt 1989, ISBN 3-89329-108-3
- Das schönste Meer ist das noch nicht befahrene – En Güzel Deniz Henüz Gidilememiş Olanıdır. Liebesgedichte. Dağyeli, Frankfurt 1989, ISBN 3-89329-115-6
- Die Luft ist schwer wie Blei – Hava Kurşun Gibi Ağır. Gedichte. 2. Auflage. Dağyeli, Frankfurt 1993, ISBN 3-89329-105-9
- Die Luft ist schwer wie Blei – Hava Kurşun Gibi Ağır. Dağyeli, Berlin 2014, ISBN 9783935597197
- Eine Reise ohne Rückkehr – Dönüşü Olmayan Yolculuk. Gedichte und Poeme. Dağyeli, Berlin 2014/2025, ISBN 9783935597203
- Das schönste Meer ist das noch nicht befahrene – En Güzel Deniz Henüz Gidilememiş Olanıdır. Dağyeli, Berlin 2014/2025, ISBN 9783935597210
- Die Namen der Sehnsucht – Hasretlerin Adı. Amman Verlag, Zürich 2008, ISBN 978-3-250-10440-7
- Wie sich der Rabe einen Splitter eintrat – Ayağına Diken Batan Karga. Märchen. Elefanten Press Kinderbuch, Berlin 1980, ISBN 3-88520-043-0.
- Die Romantiker. Mensch, Das Leben ist schön! – Yaşamak güzel şey be kardeşim. Suhrkamp, Frankfurt am Main 2008, ISBN 978-3-518-22436-6.

## Filme
- Die verliebte Wolke. Animationsfilm des DEFA-Studios für Trickfilme nach dem gleichnamigen Märchen Hikmets. Regie: Christl Wiemer, Produktionsjahr: 1975.[5]
- Nâzim Hikmet. Dichter und Revolutionär. Dokumentation von Osman Okkan und Dieter Oeckl, WDR 1993, Laufzeit 12 Minuten.

## Adaptionen
- Das Gedicht Kız Çocuğu (1956, deutsch: Das kleine Mädchen) wurde von mehreren Künstlern in unterschiedlichen Sprachen musikalisch adaptiert, u. a. von The Byrds (unter dem Titel I Come and Stand at Every Door; 1966), Joan Baez, Pete Seeger, Zülfü Livaneli, This Mortal Coil.
- 2020 brachte das Weber-Herzog-Musiktheater eine Doppel-CD mit Texten und Liedern nach Nâzım Hikmet heraus.[6]